# Tinodes annulatus
Tinodes annulatus is een schietmot uit de familie Psychomyiidae. De soort komt voor in het Afrotropisch gebied.